# Schlacht bei Kalisch (1813)
Wilkomir – Grodno – Mir – Ekau – Riga – Mogiljow – Ostrowno – Kobrin – Kljastizy – Gorodeczno – Smolensk – Polozk I – Walutino – Borodino – Moschaisk – Tarutino – Malojaroslawez – Polozk II – Wjasma – Dorogobusch – Tschaschniki – Ljachowo – Smoljany – Kaidanow – Krasnoi – Borissow – Beresina
Die Schlacht bei Kalisch war eine Schlacht am 13. Februar 1813 während Napoleons Russlandfeldzug zwischen französischen, polnischen und sächsischen Truppen einerseits und russischen Truppen andererseits.

## Vorgeschichte
Entgegen den französischen Befehlen an den österreichischen Befehlshaber, Warschau zu sichern und sich dann geordnet nach Westen zurückzuziehen, vereinbarte Karl Philipp zu Schwarzenberg mit den Russen insgeheim, sich in südwestliche Richtung nach Krakau und ins österreichische Galizien zurückzuziehen. Diese Abmachung kam auf Anweisung der österreichischen Regierung zustande. Die einzige verbleibende nennenswerte Kraft, die den Rückzug der Reste der Grande Armée in Mittelpolen absicherte, war General Reyniers 7. Armeekorps.

## Das Gefecht
| \| Schlacht bei Kalisch \| |
| Schlachtort                |
| Schlacht bei Kalisch       |

Bei der Ankunft des 7. Armeekorps in Kalisch wurden diese Truppen durch das russische Korps von General Ferdinand von Wintzingerode überrascht, zu dem auch 20 Bataillone Infanterie unter dem Kommando von General Alexei Nikolajewitsch Bachmetew gehörten. Es gelang General Reynier nicht rechtzeitig, die zerstreut liegenden französischen, sächsischen und polnischen Truppen zu vereinen und zur Schlacht aufzustellen. Somit bildeten die einzelnen Regimenter und Bataillone auf beiden Seiten des Flusses Prosna Carrés und verteidigten sich von 3 Uhr nachmittags bis zur einbrechenden Dunkelheit gegen die wiederholten Attacken von acht Schwadronen russischer Kavallerie, kommandiert von Fürst Wassili Sergejewitsch Trubezkoi.
Die heftigsten Kämpfe wurden um das Piskozewer Tor der Stadt Kalisch ausgetragen. Dabei wurde der sächsische Kommandant, General von Nostitz-Drzewiecky, mit seinem Regiment mit 4 Kanonen vom übrigen Korps abgeschnitten und geriet in russische Gefangenschaft. Unter schweren Verlusten gelang dem sächsischen Kommandeur Steinel, mit seinem Regiment Prinz Clemens über die Prosna zu fliehen. Die Reste der ebenfalls isolierten
Vorhut unter dem Befehl von General Gablenz schlugen sich nach Pilica zum Korps des Fürsten Poniatowski durch. Die übrigen versprengten sächsischen und französischen Truppen zogen sich nach Kobylia zurück.

## Ergebnis
Durch den Abzug der Österreicher nach Südwesten befand sich Ende Februar 1813 das gesamte Herzogtum Warschau, außer einigen französischen Festungen und einem schmalen Streifen um Krakau, in russischer Hand.